# Irène Gattilusio
Irène Gattilusio (morte le 1er janvier 1440) était une impératrice byzantine, épouse de l'empereur Jean VII Paléologue. Elle était la fille de François II de Lesbos (un petit-fils maternel de Andronic III Paléologue) et de Valentina Doria.

## Biographie
Entre 1390 et 1397, Irène épouse son cousin au deuxième degré Jean VII Paléologue, qui était également un arrière-petit-fils d'Andronic III Paléologue.
Jean VII avait détrôné son grand-père paternel, Jean V Paléologue en 1390. Il règne du 14 avril au 17 avril 1390 avant que Jean V ne soit rétabli sur le trône. Jean VII réussit néanmoins à conserver le titre de co-empereur ainsi que le domaine de Silivri en raison de l'intervention du sultan ottoman Bajazet Ier. Jean V décède l'année suivante en 1391. Manuel II Paléologue, l'oncle paternel de Jean VII lui succède. Ces événements successifs se sont déroulés avant le mariage d'Irène avec Jean VII, sans que la participation de celle-ci ne soit mentionnée.
Entre-temps, les relations entre Manuel II et Jean VII s'améliorent. De 1399 à 1402, Manuel II entreprend un voyage en Europe occidentale, cherchant des alliés sur qui s'appuyer contre le sultan Bajazet Ier qui assiégeait Constantinople. En son absence, Manuel II confie la régence de la ville à Jean VII. A cette époque, Irène est déjà mariée à Jean.
Bajazet lève le siège en 1402 lorsque Tamerlan, le fondateur de la dynastie mongole des Timourides, envahit l'Anatolie obligeant l'Empire Ottoman à se défendre. Jean VII garde le contrôle de Constantinople jusqu'au retour de Manuel II. Soupçonné d'avoir conspiré pour regagner son trône, il est expulsé de la ville en 1403. Irène et Jean VII conservent leurs titres impériaux et établissent leur propre cour à Thessalonique. Jean VII meurt le 22 septembre 1408.
Irène survit à son mari et se retire sur l'île de Lemnos. Elle devient alors une nonne et prend le nom religieux d'Eugénie. Les chroniques de Georges Sphrantzès indiquent qu'elle serait morte le 1er janvier 1440 et que sa sépulture se trouverait dans l'Église du Pantocrator à Constantinople.

## Enfants
Le seul enfant connu d'Irène et de Jean VII est Andronic V Paléologue. Il est nommé co-empereur avec son père par son grand-oncle Manuel II Paléologue mais il meurt à l'âge de 7 ans en 1407.

## Source de la traduction
- (en) Cet article est partiellement ou en totalité issu de l’article de Wikipédia en anglais intitulé « Irene Gattilusio » (voir la liste des auteurs).